# Mandalay
Mandalay és la segona ciutat de Myanmar i antiga capital del país, i avui capital de la divisió de Mandalay i del districte de Mandalay. A prop de Mandalay hi ha les ciutats de Mingun, Sagaing, Ava (Inwa) i Amarapura. La ciutat té uns 900.000 habitants i és en un braç del riu Irawady, que passa a l'oest de la ciutat.
A Mandalay i a la rodalia hi ha més de 700 pagodes, les més coneguda de les quals és la de Maha Myat Muni Buda, a Mandalay Hill (turó de Mandalay). A la ciutat hi viuen uns 50.000 monjos budistes. Monuments destacats són les muralles i el palau, la capella budista de Payagyi o Arakan pagoda, a 7 km del palau (1784), la pagoda Setkyathiha (1884), la pagoda Eindawya (1847), la pagoda Payano o Pagoda Vermella (sobre una pagoda més antiga de 1092), la pagoda Yadanamyizu (1478), el Buda de 8 metres al nord de la fortalesa, la pagoda Sandamani, la pagoda Kuthodaw (la més gran obra de Mindon) rodejada per altres 729, i al seu costat el monestir d'Atumashi (L'Incomparable) i el monestir de Shwegyaung (Monestir Daurat), el monestir Taiktaw, amb altres menors que el rodegen (seu del cap de l'església budista del 1859 al 1886), el monestir Myadaung monastery, i el de Salin (1873). Un altre monument destacat és la pagoda al turó Mandalay. Altres llocs destacats són el zegyo o bazar principal, altres 12 mercats, fortalesa, casa del govern i catedral catòlica (1898)

## Història
La capital del regne birmà canviava periòdicament. A la ciutat d'Ava, fundada el 1364, li fou traspassada la capitalitat el 1636 pel rei de Taungho, fins que el 1782 fou traslladada a 8 km al nord-est, a Amarapura. El 1823 Ava va tornar a ser la capital del país, però quan un terratrèmol l'assolà el 1838, la capitalitat va ser transferida un altre cop a Amarapura el 1841. El rei birmà Mindon la va fundar com a capital el 13 de gener de 1857 per substituir a Amarapura. Sembla que el canvi fou a causa d'un somni, i es va construir la ciutat entre 1857 i 1858. Fou inaugurada el juliol de 1858. La ciutat en conjunt fou anomenada Lay Kyun Aung Mye (Terra de la victòria sobre les quatre illes) i el palau reial es va dir Mya Nan San Kyaw (Palau de la reial maragda). La ciutat rial estava i està dividida en quatre parts: Ashe-pyin (Est), Anok-pyin (oest), Taung-pyin (sud) i Myauk-pyin (nord). El regne va rebre el nom de Yadanabon, que junt amb el nom secundari Ratanapura, vol dir "El lloc enjoiat". Aviat la ciutat va agafar el nom de Mandalay que es va prendre del turó proper (2,5 km al nord-est). Mandalay vol dir 'Terra Plana' o 'Terra de bona sort'. El regnat de Mindon fou en general pacífic alterat per la rebel·lió del seu fill el príncep Myingun que el 1866 va matar a l'hereu aparent i va fugir a Yangon. El 1878 Thibaw va succeir al seu pare Mindon. Al cap d'un any de pujar al tron 80 dels seus parents, homes, dones i nens, foren assassinat al palau a Mandalay; una nova massacre de 200 persones es va produir el 1884 que se sospita fou causada per un complot del príncep Myingun. El novembre de 1885 fou ocupada pels britànics sota el general Prendeigast que no va trobar resistència. El rei va entregar la rendició al coronel Sladen al jardins del palau. Encara que durant uns anys hi va haver nombrosos actes dels dacoits (resistents pels birmans, bandits pels britànics) la ciutat va romandre en calma. Un incendi a l'estiu del 1886 va destruir un 10% de la ciutat i poc després a l'agost una crescuda del riu va produir també forces danys. La municipalitat es va formar el 1887. El campament militar britànic fou conegut com a Fort Dufferin. Del 1886 al 1942 va ser residència d'oficials britànics amb el camp militar de fort Dufferin (avui Fort Mandalay), i el 1942 d'oficials japonesos. Els bombardejos no van afectar els palaus.

## Geografia
La població el 1901 era de 183.816 dels quals 17.662 vivien al camp militar. El 91% eren birmans i parlaven birmà; un 3% parlaven anglès i hi havia xinesos i hindús i alguns residents d'ètnies minoritàries. Més del 91% eren budistes. Prop de la ciutat hi ha el turó de Mandalay de 295 metres. L'aeroport és a uns 45 km. A 8 km hi ha el pont To U Bein, que travessa l'Irawady. El llac Taung Ta Mand i Amarapura són al sud, gairebé units a la ciutat.

## Galeria d'imatges

Mandalay - မန္တလေးမြို့
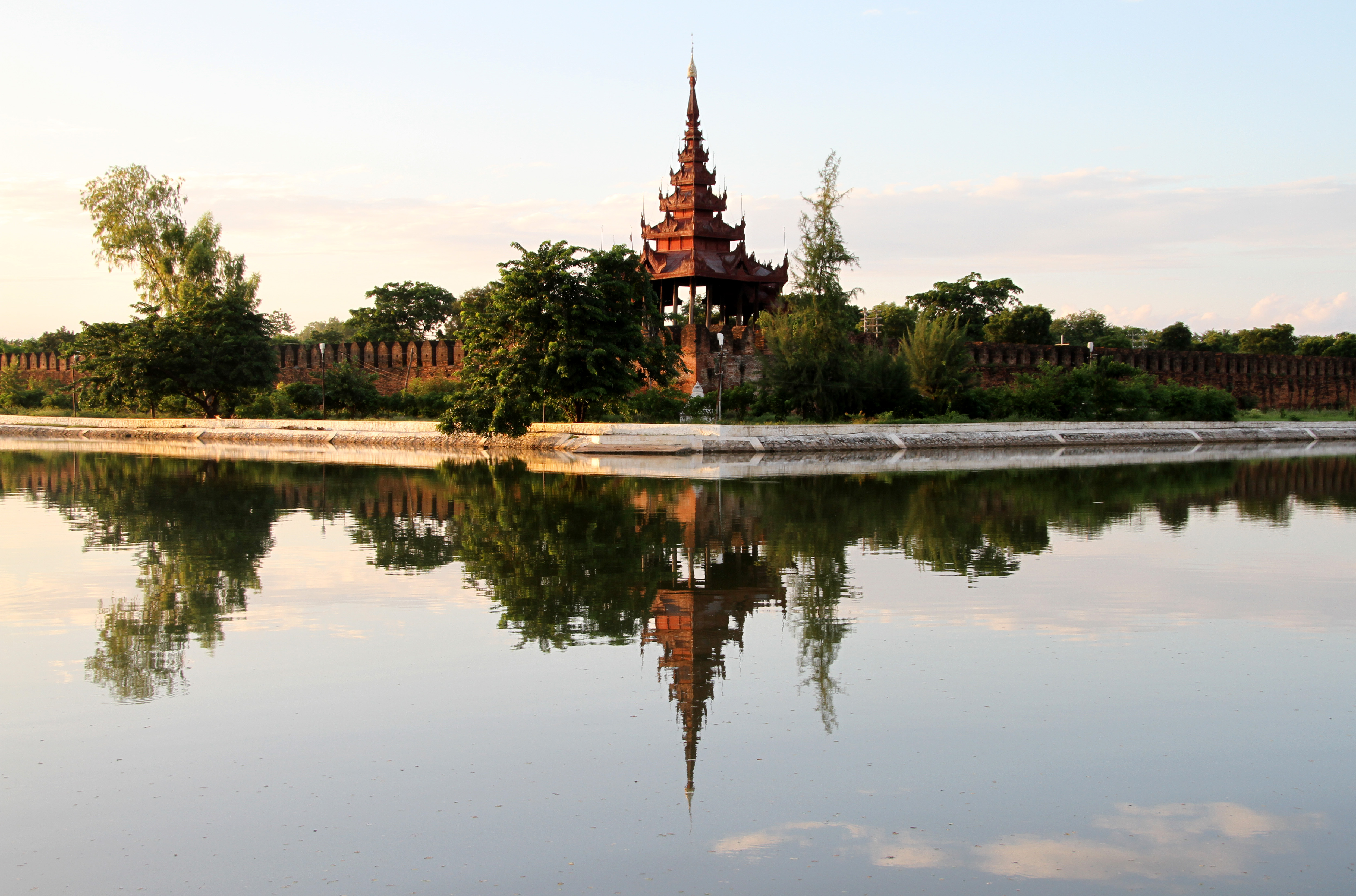
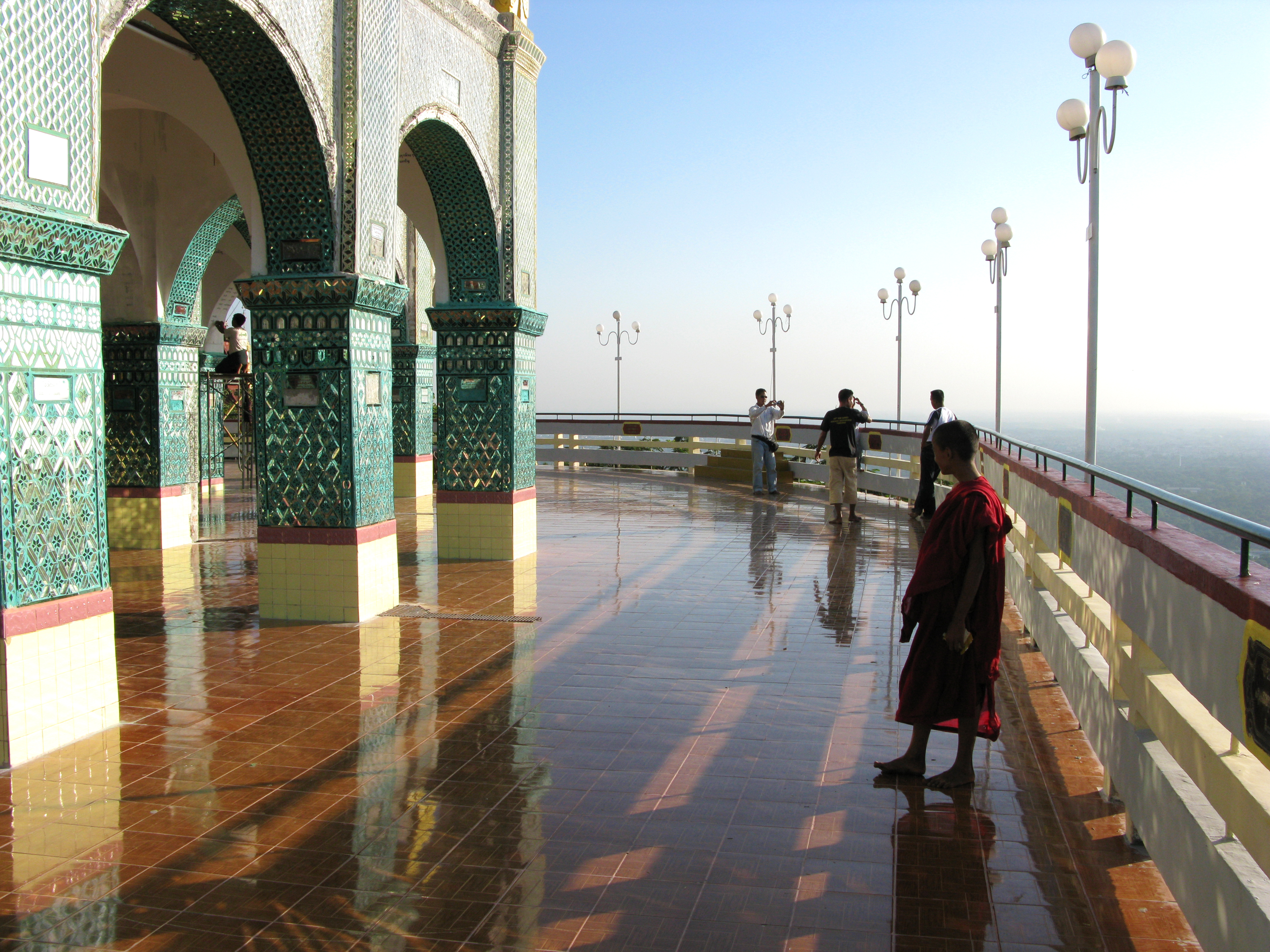
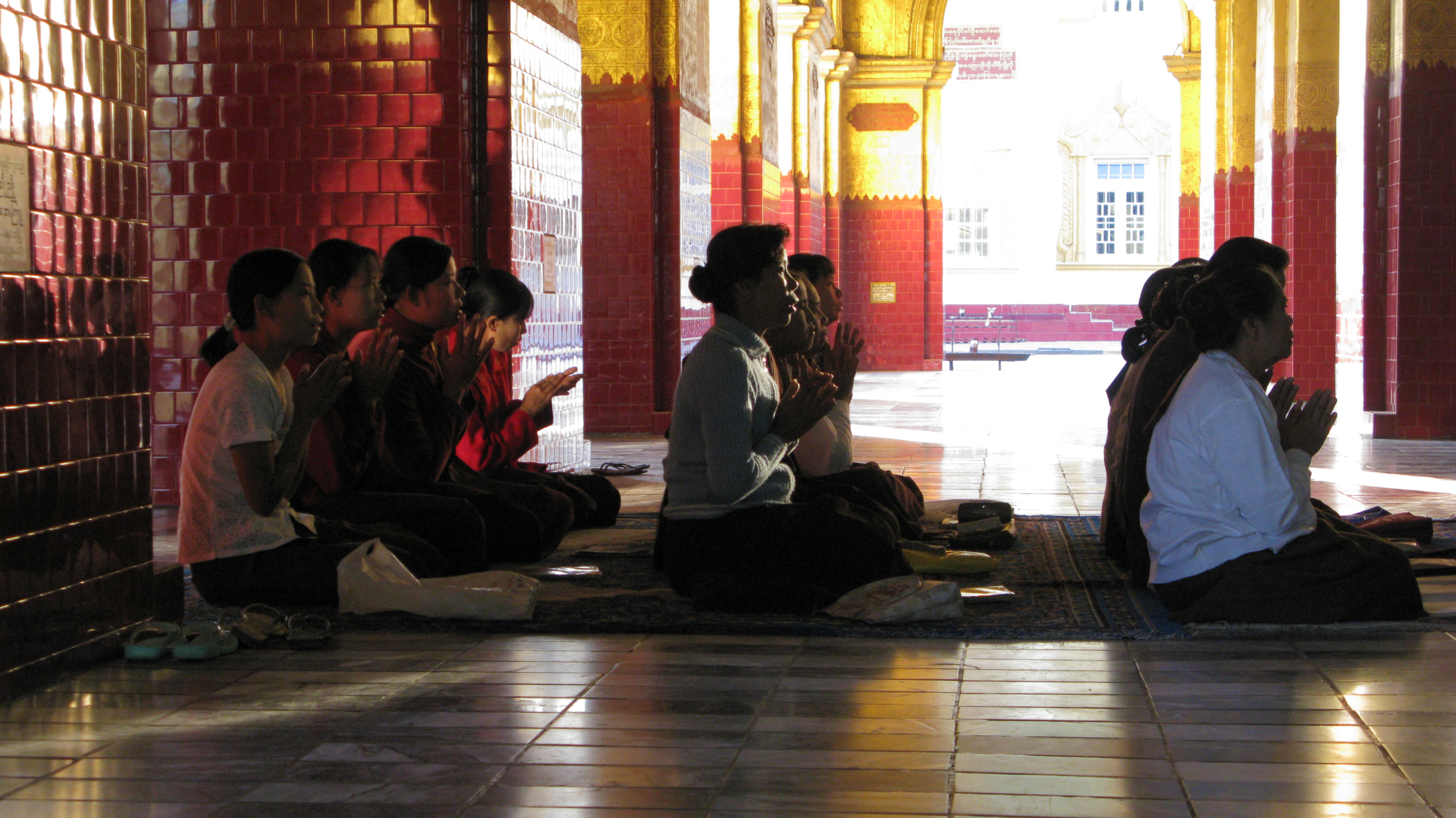
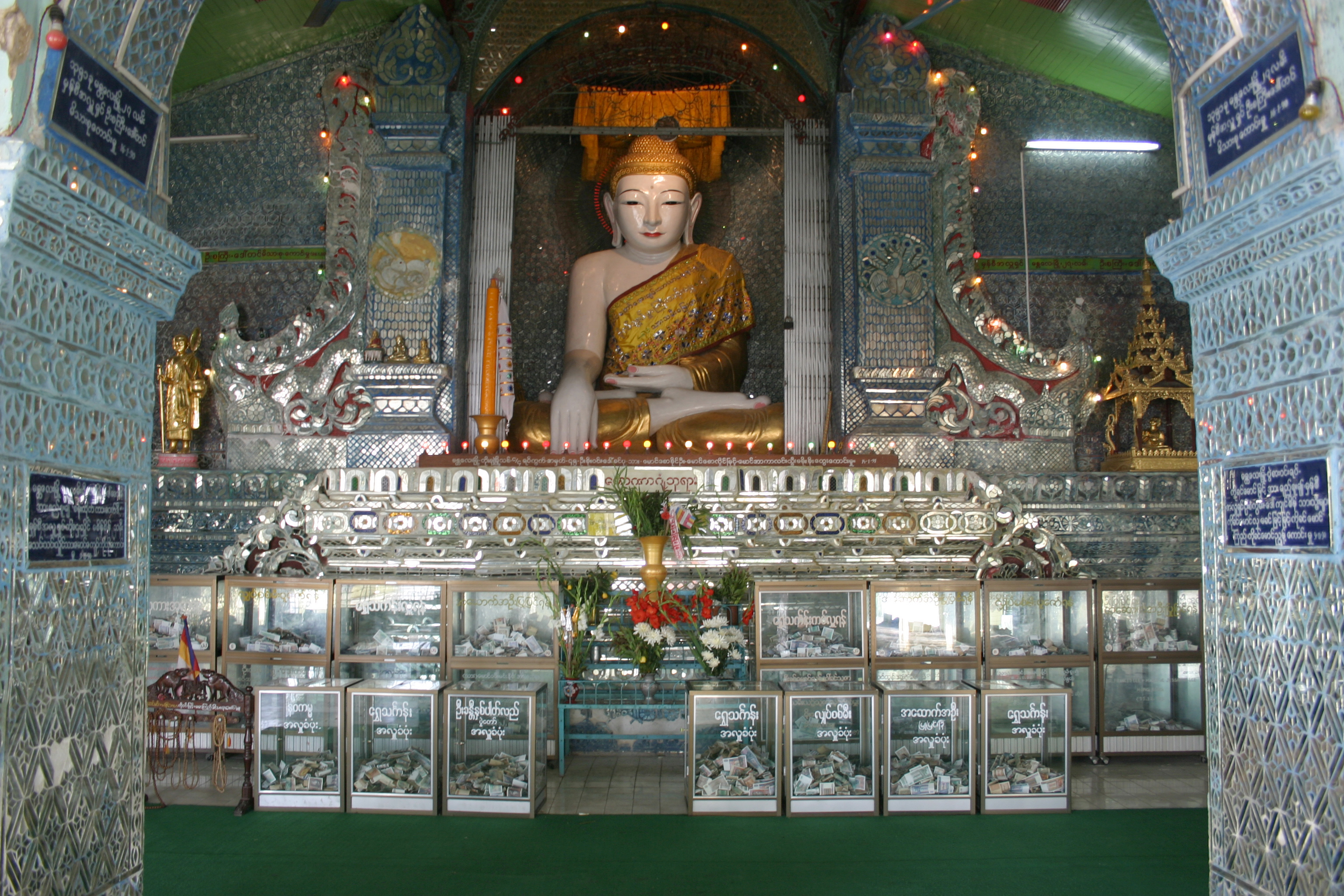
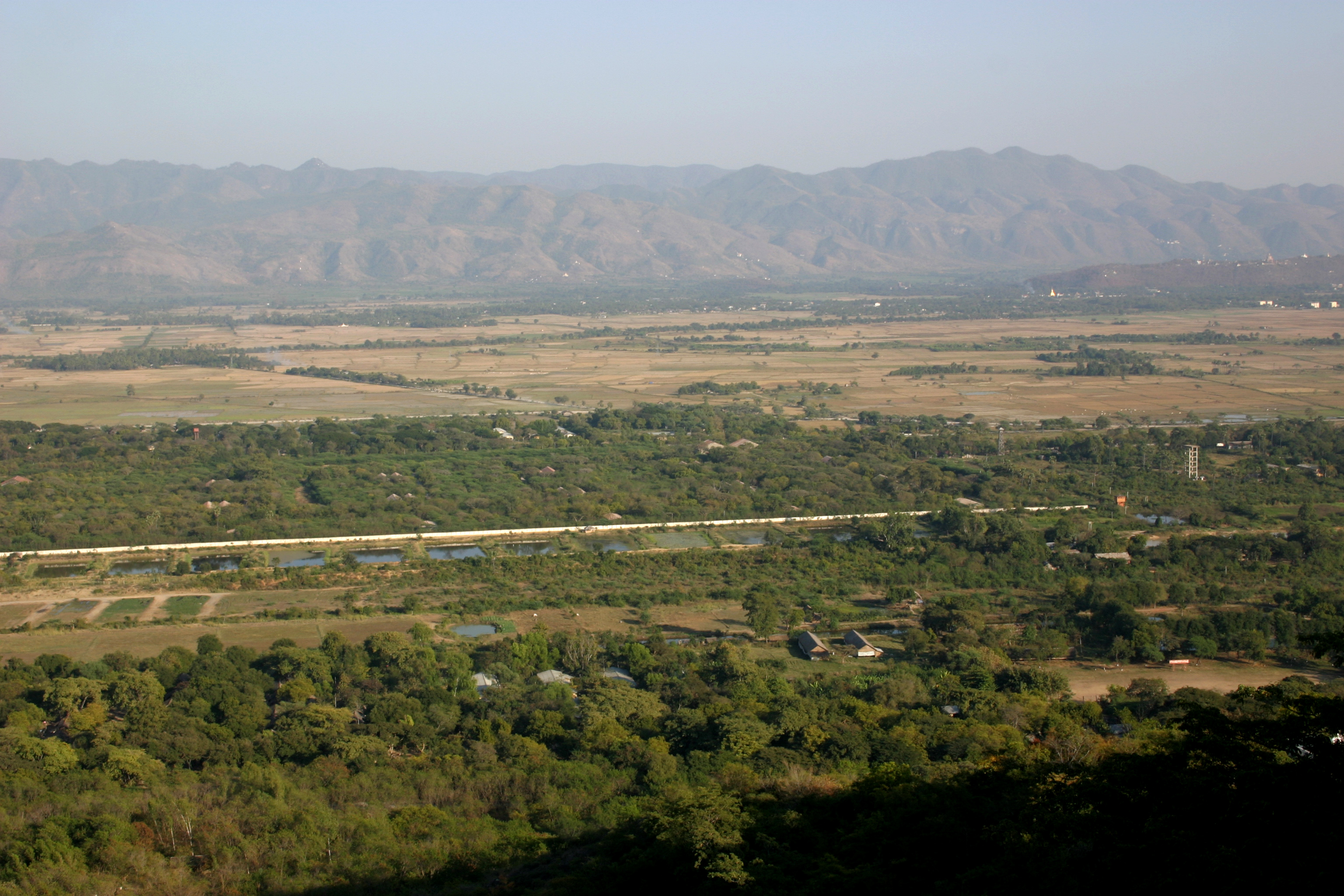
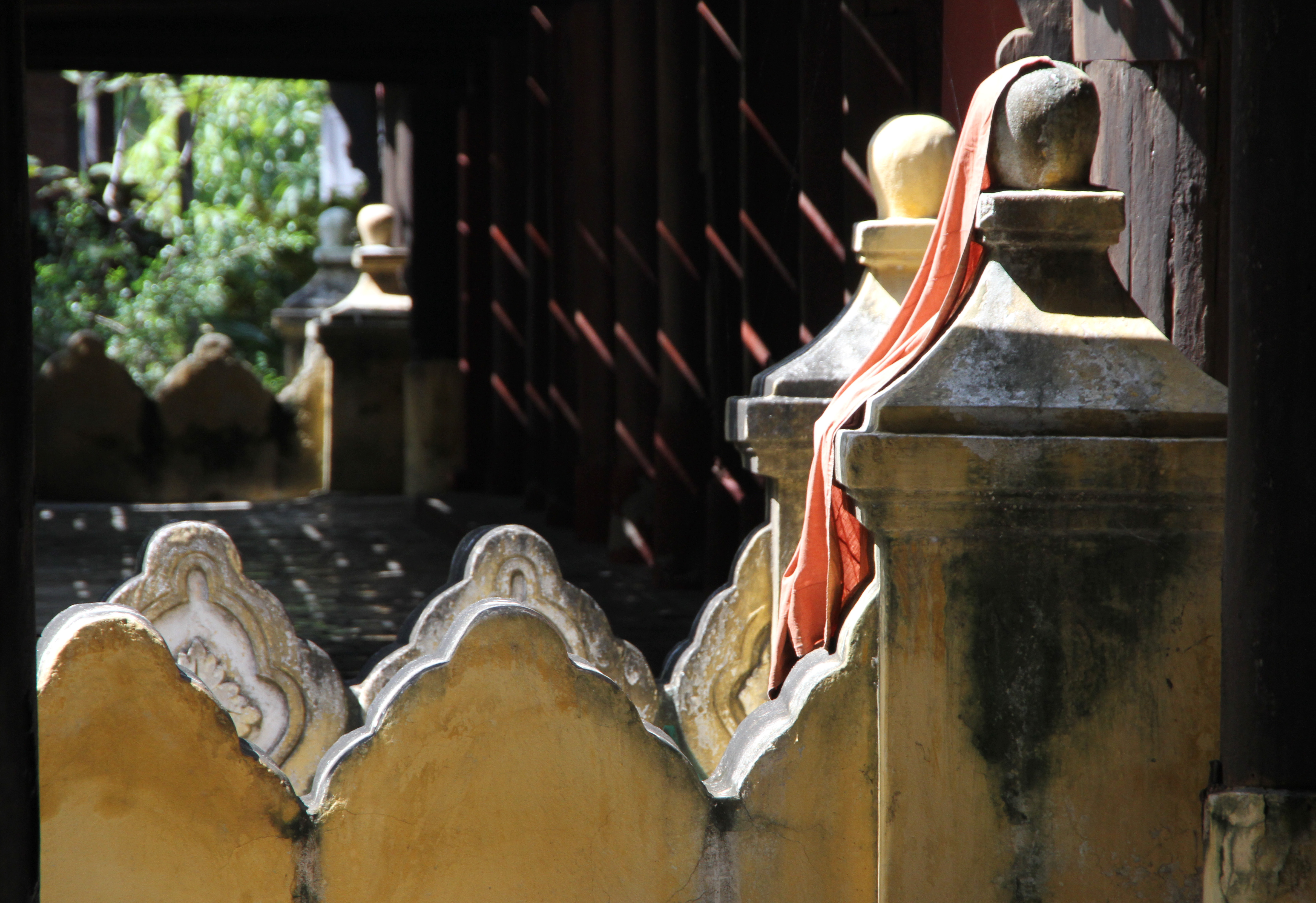
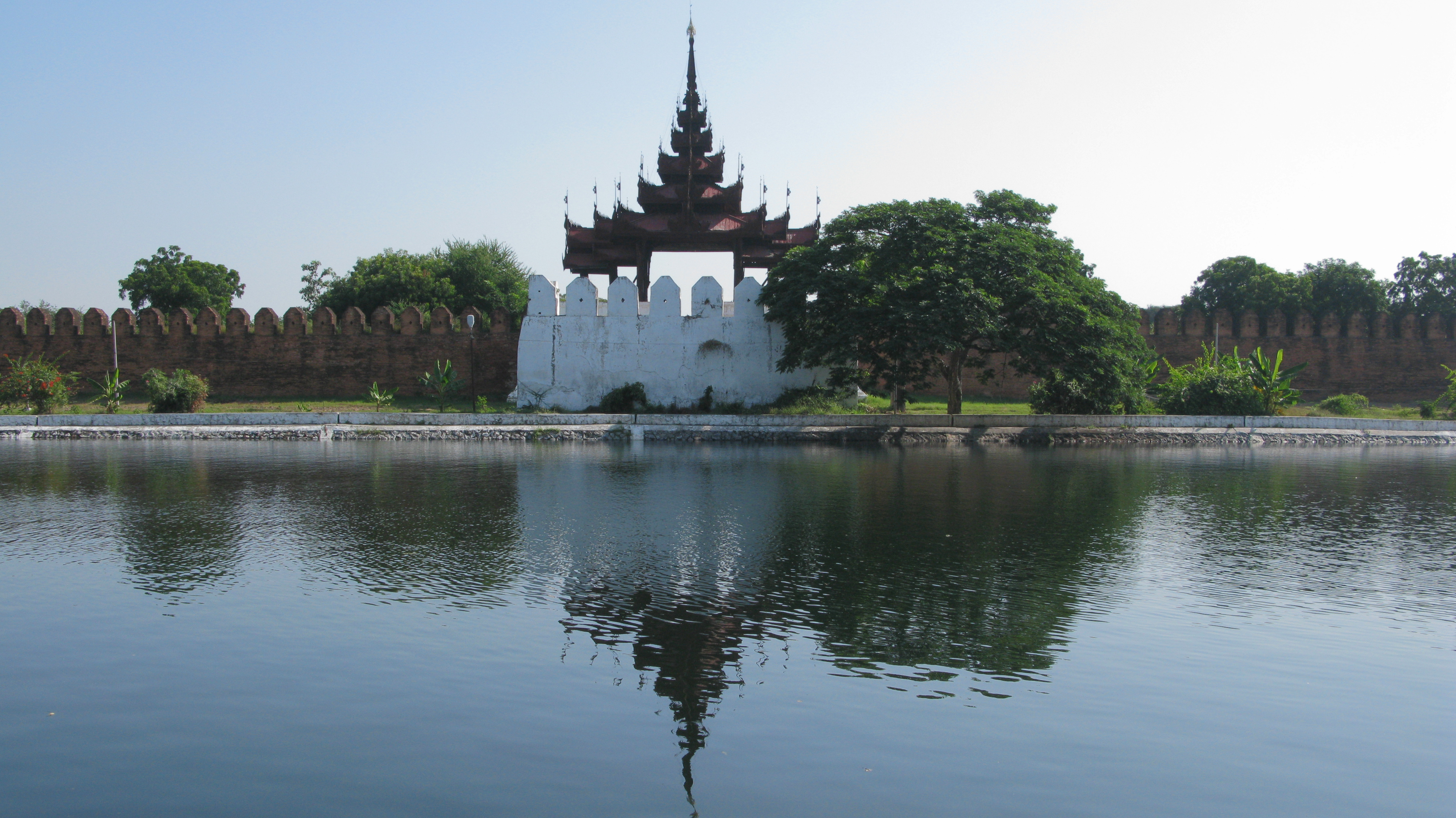
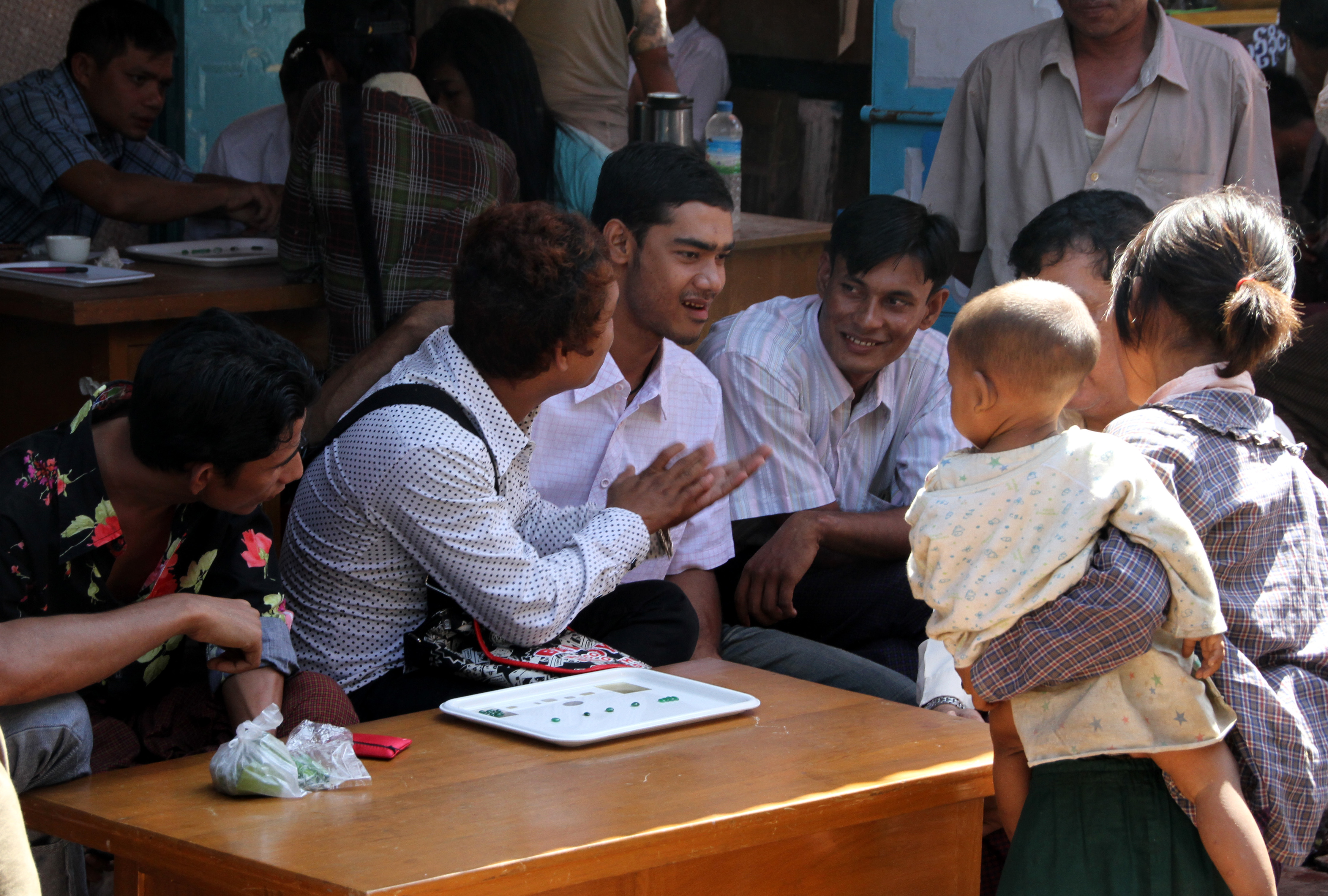
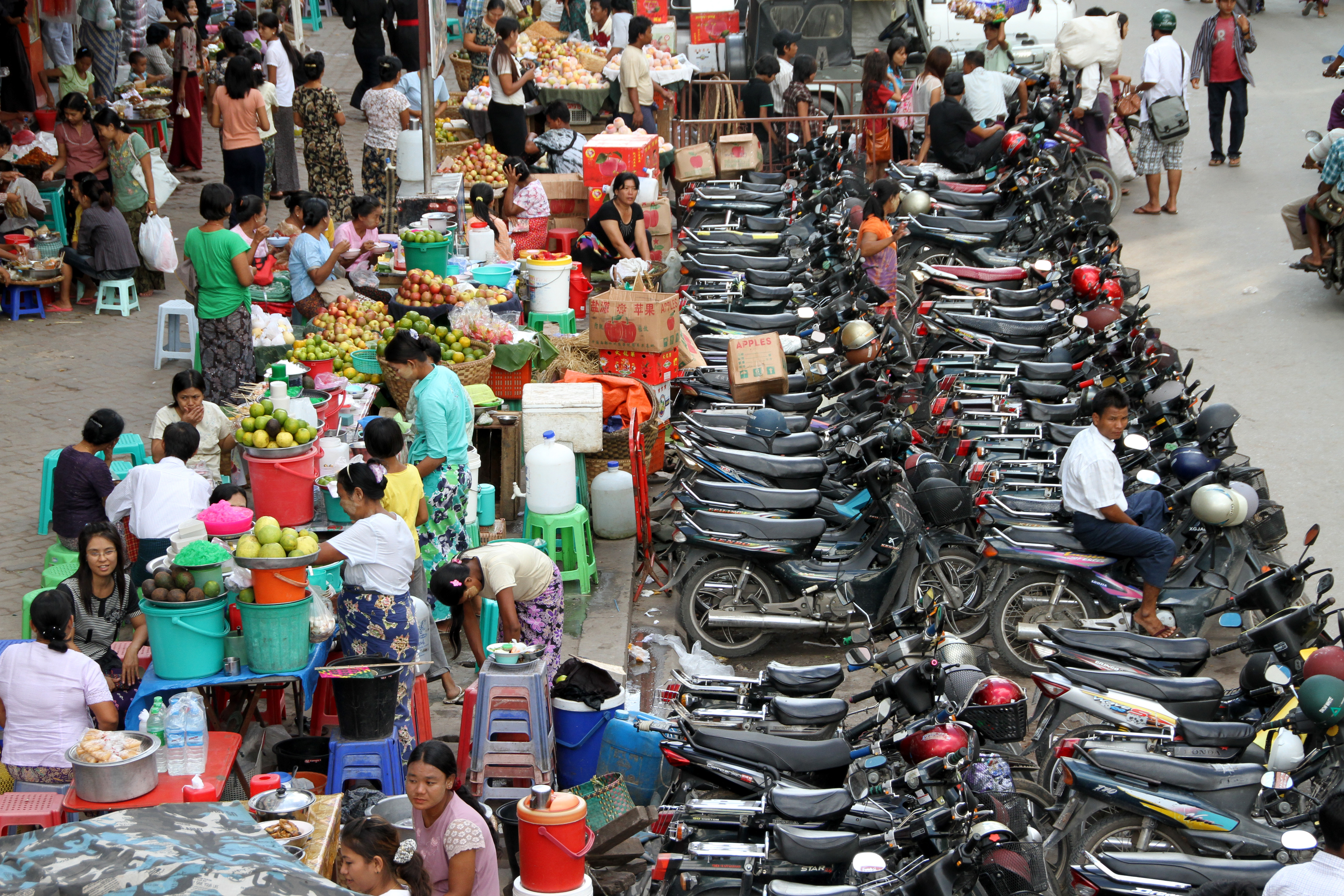